# Timelærer
En timelærer (kvinde: timelærerinde) er ikke fastansat og underviser i reglen på deltid. Ansættelsesformen er kendt inden for alle skoleformer.
| Job | Spire Denne artikel om et job eller en stillingsbetegnelse er en spire som bør udbygges. Du er velkommen til at hjælpe Wikipedia ved at udvide den. |